# Стефані Даніель Рот
Стефані Даніель Рот (нар. 1970) — франко-швейцарська екоактивістка, яка займається проблемами охорони довкілля, спадщини та соціальних питань, зосереджена на видобутку корисних копалин і сільському господарстві.

## Біографія
Народилася в 1970 році і має французьке та швейцарське громадянство. Здобувши ступінь магістра IR в Кембриджі, Рот стала науковою помічницею Едварда Голдсміта, еколога та засновника журналу The Ecologist. Рот сформувалась як творчиня, зокрема, і під його впливом.
У 1999 році стала редакторкою The Ecologist, яким тоді керував Зак Голдсміт. Працюючи там, Рот спеціалізувалася на кампаніях та громадських рухах, регулярно створюючи статті з широкого кола питань.
У 2002 році, щоб стати волонтеркою у низових групах, які працюють проти руйнівного розвитку подій, Рот переїхала до Румунії. Спершу з неурядовою організацією Сігішоара Дурабіла Рот співпрацювала над зупинкою створення тематичного парку Дракула, запланованого в зоні природного заповідника в безпосередній близькості від міста Сігішоара, що охороняється ЮНЕСКО.
У травні 2002 року, після того, як тематичний парк було зупинено, переїхала до комуни Рошія-Монтане, щоб допомогти розробити кампанію проти найбільшого в Європі відкритого золотого рудника, запроєктованого Rosia Montana Gold Corporation. Ця кампанія, яку Рот координувала у 2002—2010 роках, відома як рух «Врятуй Рошію-Монтане», зосереджувалась навколо місцевої опозиції. За цю роботу у 2005 році Стефані Рот отримала екологічну премію Голдмана.
У 2008 році Рот ініціювала платформу румунських неурядових організацій із заборони використання ціаніду у видобутку корисних копалин. Кампанія перекинулася на Угорщину і домоглася заборони видобутку на основі ціаніду на 10-ту річницю аварії на основі ціаніду в Бая-Маре. Це прецедентне голосування призвело до формування неформальної платформи, що складається з неурядових організацій ЦСЄ та СНД, які борються за заборону видобутку на основі ціаніду в усьому Євросоюзі. У травні 2010 року Європейський парламент переважною більшістю голосів проголосував за таку заборону. Але до цього[якого?] дня Європейська комісія з навколишнього середовища відмовляється діяти, посилаючись на безробіття, яке така заборона може викликати.
У 2011 році Рот ініціювала кампанію, щоб зробити Рошія-Монтане об'єктом Світової спадщини ЮНЕСКО. Протягом багатьох років Рот брала участь у роботі кількох видобувних та пов'язаних з ними кампаній та оцінок у регіоні ЦСЄ та за його межами.
Зараз Стефані Рот живе в Берліні, де розробляла кампанії для ARC2020 (європейської платформи, що працює над питаннями харчування та сільського господарства та реформою CAP).
З 2014 року Рот працює координаторкою кампанії самоорганізованої європейської громадянської ініціативи «Stop TTIP», яка бореться проти трансатлантичних угод про вільну торгівлю ТТІП та CETA. Рот донині працює для програми кампанії «Врятувати Рошію-Монтане!».